# 吉田孝久
吉田孝久（日语：／ Yoshida Takahisa，1970年2月17日—），日本退役男子跳高运动员。他曾在日本广岛举行的1994年亚洲运动会中获得男子跳高金牌。他也曾参加在澳大利亚悉尼举行的2000年夏季奥运会。